# 段祺瑞
段祺瑞（1865年3月6日—1936年11月2日），原名启瑞，字芝泉，安徽合肥人，祖籍江西饒州，中华民国政治家，历任參謀總長、國務卿、國務總理、臨時執政。在任期間，反對帝制、總統制，再造共和，提倡責任內閣制，主張武力統一中國，在第一次世界大战中带领中国成为战胜国，加入国际联盟，并迫使外蒙古撤治。下野後隱居天津和上海，1936年病逝。著有《正道居集》。

## 生平

### 早年
段氏祖籍江西饒州，明末遷英山，清初遷安徽壽縣，清末再遷安徽六安。祖父段佩，屬李鴻章組建的淮軍，以軍功累提督，授振威將軍，曾殺當地土豪劉楠、劉樞，與劉家結怨。父段從文，在鄉務農，母范氏。

#### 幼年及入伍
1865年（同治四年），段祺瑞生於安徽六安太平集，為段佩長孫。
1868年，段佩在外，劉家尋仇，父母攜段祺瑞避安徽壽州。1870年，段佩回鄉，聲勢浩大，全家遷合肥西鄉，置田百餘畝。
1872年，段佩駐江蘇宿遷，統領劉銘傳軍馬隊三營，他把段祺瑞接到身邊，送私塾讀書，又為段氏定下姻親，女方為宿遷舉人吳懋偉的女兒。
1878年，段佩卒於任所，段祺瑞轉學合肥西鄉，一年多後因貧輟學。
1881年，段祺瑞隻身投奔族叔、威海某營管帶段從德，補軍營哨書。
1882年，父親在探訪回家途中遭劫殺，不久破案，兇手伏誅。次年，母親悲傷過度去世。段祺瑞將父母合葬於合肥西鄉。

#### 學習經歷
1885年，李鴻章在天津紫竹林創辦武備學堂，楊宗濂為總辦，段祺瑞以優異成績考入砲科一期。在天津，段祺瑞學習兵法、地形、軍器、砲台、算法、測繪、國文等課程，「力學不倦，每屆學校試驗，輒冠其儕輩，與王士珍等齊名於時。」還修好從德國進口的管退炮瞄準器，受學校器重。1886年，段祺瑞赴合肥與吳氏完婚。李鴻章至武備學堂考察，其他學生連射六砲都未中浮靶，段祺瑞每發必中。李鴻章又問了一些試題，段祺瑞對答如流，李鴻章歎：熟知軍事，俾易造就，是一個可用之材！
1887年，以最優等從天津武備學堂畢業，分配旅順砲台監修。次年生子宏業。冬，李鴻章奏派天津武備學堂畢業生赴德意志帝國，第一批共五人，名單初呈時未有段祺瑞名，李鴻章予以修改。另一說段祺瑞考取第一名。另外四人為：商德全、吳鼎元、滕毓藻、孔慶塘。
1889年春，五人抵柏林，在普魯士軍官學校學理論與操練，之後到埃森市克虜伯兵工廠實習。弗里茨·克虜伯與李鴻章交好，曾親往梅噴射擊場授課。次年春，光緒帝特使洪春偕弗里茨探望留學生，五人操演各式口徑的大炮，十分成功。其他四人先行回國，段祺瑞繼續學習彈殼加工、銑磨來福線、灌製優等鋼技術，以及火砲構造、保養等課程。冬，回國。

#### 回國初期
段祺瑞入稟李鴻章，李審視一番他的辮子，和顏悅色地說：你的責任是報效國家而不是剪辮子。段祺瑞感到慚愧，因為他很想剪掉。先任天津機器製造局委員，1891年改任威海隨營武備學堂教習。
1895年，日軍圍困威海衛，段祺瑞帶學生搬運砲彈，又操作大砲與日軍激戰。

### 中年

#### 清朝

##### 結交袁世凱
甲午戰爭大清慘敗，劉坤一、張之洞等舉薦浙江溫處道袁世凱練兵，光緒帝下令袁世凱在天津小站練兵。新軍採德國建制，按德軍教條訓練，裝備全由德國進口。袁世凱又從淮軍、天津武備學堂和李鴻章等處選拔一批軍官，段祺瑞主管砲兵，又任砲兵學堂監督。
1898年，段祺瑞升敘加銜。12月，袁世凱新軍編入武衛軍，改稱武衛右軍，由北洋大臣、直隸總督榮祿節制。冬，榮祿派段祺瑞等赴日本觀操。回國後編纂《訓練操法詳析圖說》。
光緒廿六年二月，袁世凱任山東巡撫鎮壓義和團，段祺瑞隨往。次年吳氏病逝於濟南。袁世凱將表姪女張佩蘅許配給段。張佩蘅幼年喪父，由袁世凱夫婦養大，其祖母即袁世凱之姑母。袁世凱又請段總辦隨營學堂。蕭縣徐樹錚投奔段氏，拜為記室。1902年，袁世凱奏段氏總辦學堂卓有成效，鎮壓廣宗、威縣義和團有功，遂賞戴花翎、加奮勇巴圖魯。

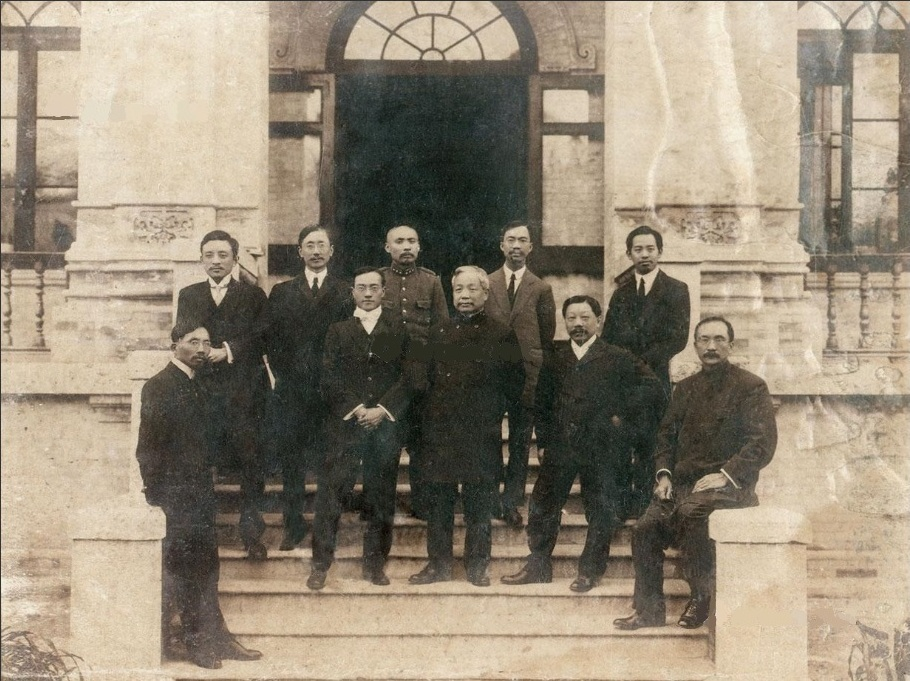
1912年唐紹儀內閣，段祺瑞在後排左三

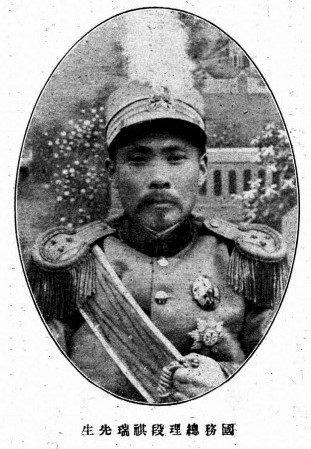

#### 訓練新軍
1903年10月，清政府決定設立練兵處，統轄新軍訓練，同年12月袁世凱兼任練兵處會辦大臣，因袁世凱推薦，段祺瑞升任練兵處軍令司正使、加副都統銜。此時段祺瑞与冯国璋、王士珍並称为「北洋三杰」，段被稱為「北洋之虎」。1904年，段祺瑞兼任常備軍第三鎮翼長署理；1905年2月正式升任新军陆军第四镇统制，驻军天津马厂，同年進行的河間秋操演習段祺瑞擔任北軍總統。
1906年，段祺瑞改任陸軍第三鎮统制兼北洋武備學堂督理，1906年3月被任命為福建省汀洲鎮總兵，段祺瑞南下赴任。5月8日，陸軍行營軍官學堂在保定成立，段祺瑞任督辦:27。段祺瑞在北洋軍系影響力是基於他長期主掌軍隊訓練及養成，新軍逐漸編練成形的同時，段祺瑞也逐漸在軍隊中植入屬於他專屬的倫理性影響力。
1909年1月2日，袁世凯一度失勢，遭清政府下令“着即开缺，回籍养疴”，袁世凯臨別前將北京私宅赠与段祺瑞。段祺瑞則在同年12月回任陆军第六镇统制。
1910年5月25日，清廷以段祺瑞督办北洋陆军学务有功，赏头品顶戴。12月18日加侍郎衔，外放任江北提督，驻江苏淮安清江浦，负责本地治安。

##### 共和雙電
1911年武昌起义爆发后，清政府重新啟用袁世凱，袁世凱將段祺瑞召回北京，10月25日段祺瑞升任清军第二军軍統；第二軍隨後開拔南下與第一軍（軍統馮國璋）一同清剿革命黨，清廷增封段祺瑞為湖廣總督。由於袁世凱與革命黨間持續進行談判，南下清軍並未盡全力掃除武漢當地之敵；待11月13日袁世凱擔任內閣總理大臣取得職權後，段祺瑞除湖廣總督之位外會辦撫剿事宜；由於馮國璋攻克武漢三鎮進度過順，11月28日袁世凱任命段祺瑞調任第一軍軍統，第二军軍統換由馮國璋擔任。12月5日，段祺瑞下令第一軍退出漢陽，開始進行南北議和，革命軍黃興、孫文等同意，倘能促使宣統退位，可由袁世凱擔任中華民國臨時大總統。
1912年1月26日，在袁世凱授意下，段祺瑞等北洋軍聯名發布徐樹錚起草的《段祺瑞等要求共和电》，向隆裕太后逼宮，不久，段祺瑞又發表《第二電》，直接挑明「謹率全軍將士入京，與王公剖陳利害」，直接以武力恐嚇隆裕太后，隆裕于2月12日颁降懿旨，接受優待條件，溥儀退位，中華民國正式成立。

#### 中華民國

##### 袁段反目
中華民國成立後，1912年3月10日袁世凱出任中華民國臨時大總統，段祺瑞同時出任陸軍總長。
1913年7月，段祺瑞代理國務總理，組成段祺瑞臨時內閣，調兵鎮壓二次革命；12月陸軍總長一職由周自齊接任。此後又署理湖北都督兼領河南都督，鎮壓白朗起義。
1914年2月，袁世凱召段祺瑞回北京述職，其湖北都督由段芝貴接任，河南都督在4月由田文烈接任；1914年5月，袁世凱增設海陸軍大元帥統率辦事處，試圖收回由陸軍部主控的軍權，段祺瑞擔任陸軍總長；段祺瑞因不滿這個調任，在陸軍總長一職任內主要業務都由親信徐樹錚定奪。6月30日，段祺瑞獲授建威上將軍，兼管理將軍府事務。11月，日本軍隊占領青島，段祺瑞主張與日本决一死戰。此後，袁世凱與段祺瑞的不和日趨浮上檯面。
1915年5月“二十一条”签订后，段祺瑞告病辭職，赴西山养病，8月29日，袁世凱批准他辭去陸軍總長一職，由王士珍接任，但仍留管理將軍府事務及統率辦事處辦事員。袁世凯在1915年底推行洪憲帝制時，段表示不拥护帝制。1916年3月22日，袁世凱被迫取消帝制，恢復共和制，23日，委任段祺瑞為參謀總長，4月22日，改任國務卿。

##### 府院之爭
6月6日，袁世凱病逝，7日，黎元洪接任大總統，段祺瑞依舊擔任國務總理，但二人對政事處理方向不同，21日，段祺瑞提出辭職，雖然段祺瑞同意留任，府院之間不和，由此而起。8月，總統府秘書長丁世嶧與國務院秘書長徐樹錚互爭事權，段祺瑞又再辭職，雖然段很快便被勸回，但兩方互鬥，沒有停息。段祺瑞成為北洋政府內皖系的領袖。
1917年5月，段祺瑞因對德國宣戰一事，與國會鬧翻，督軍團又從旁慫恿，要求解散國會，迫使大總統黎元洪于23日將段祺瑞免職，引發由张勳领导的溥儀復辟。復辟歷時十二日後即被段于天津馬廠誓師镇压。

##### 戰敗下野
虽然溥仪复辟失败，但黎元洪拒绝复总統任，只得由馮國璋继任；段祺瑞无意重开国会，使孙文等革命党人有借口在广州发起护法运动，南北因此分裂，馮、段二人对于统一中国的方式，意見相阻，发生第二次府院之争。1917年8月14日，中国对德國及奧匈帝國宣戰，正式加入一战，並派華工到歐洲，及換取列強对中國如大國的待遇。9月下旬，湘南护法战争爆发，段祺瑞派兵入湖南讨伐护法军。11月14日，北军总司令王汝贤和副司令范国璋二人突然通电全国，要求停战，段祺瑞大吃一惊，11月22日，他辞去了总理职务。为要安抚段祺瑞皖系军阀，12月18日，馮国璋任命段为督办参战事务。
1918年3月18日，北军夺回湖南岳州，主战派士氣大振，翌日（19日），曹锟等二十多人联名请段祺瑞出山，段便于23日复职總理。10月10日，馮國璋大总统的任期屆满，由安福国会推选的徐世昌接任为大总统，段祺瑞亦于同日辞任国务总理（一說段祺瑞辭職，是與馮國璋約定共同下野，但仍藉安福系在幕後操縱政局。），可是段仍任參戰督辦，手握數萬士兵。1920年7月直皖战争爆發，皖軍戰敗被擊潰。皖系勢力自此被完全瓦解，段亦隨即徹底失勢下野，退隐天津並甚少過問政事。

### 晚年

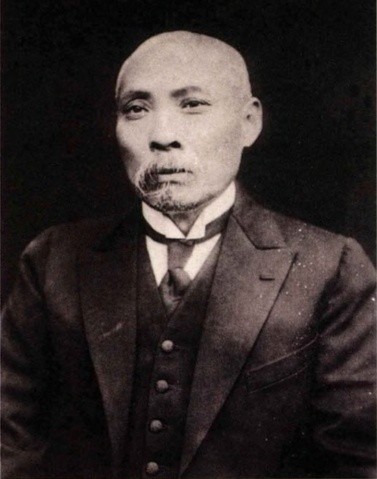
晚年的段祺瑞

##### 南北和議
1924年10月23日，冯玉祥发动甲子政变，推翻大总统曹錕，先邀请孙中山北上，后与奉系妥协，请段祺瑞出山，出任任中華民國臨時政府的國家元首。段祺瑞被推為「臨時執政」，稱「外崇國信」，承認一切不平條約繼續有效:43。針對孫中山主張召開國民會議，段祺瑞宣佈召開善後會議，只限各省首領、各省區長官、有功勳及特殊資望者，不包括人民代表:43。
1925年4月24日，段祺瑞正式下取消法統令，废除斷續運行12年的中华民国第一届国会，由中華民國臨時參政院替代之。

##### 隱居天津
1926年3月18日，发生北洋政府镇压北京学生运动的三·一八惨案，同年4月9日被鹿鍾麟驱逐，避入東交民巷法使館。後聯奉軍不成，20日下野返天津日租界隱居，作寓公潛心禮佛，自号“正道居士”。
1928年7月3日蔣抵北平後，聽聞段祺瑞之安福系在天津活動之說，乃以學生身分致書段氏，勸其愛惜令名：「弟子蔣介石謹致敬於芝泉夫子座前，而問起居……中正與先生別垂二十三年，知先生或憶當年弟子中有蔣志清其人者。此二十三年中，先生幾度秉國大政，備極喧赫；而中正始終追隨先總理，奔走革命，致力撲滅奉先生為領袖之北洋軍閥，歷盡艱苦，而未嘗偶一修音問者公也。今燕雲收復，北伐即告完成，中正身臨舊都，未遑寧處，上書敬候居者私也。公私之間，截然有鴻溝在。……中正對於先生已往翊贊共和之勳績，深知尊重，無敢或忘；並深願先生愛惜令名，善用勳望，以固革命之基，而奠共和之實，使天下後世皆知先生救國愛民之真誠，而不終為奸邪宵小之所誤，是則公私之幸也。語曰：君子愛人以德。輒敢以弟子之私，布其誠悃，惟希鑒察。」:161-162

##### 移居上海
1931年“九一八”事变之前，日本关东军特务机关长土肥原贤二，就多次到天津日本租界区秘密会晤溥仪、郑孝胥、段祺瑞、吴佩孚等人，欲在东三省和华北地区扶植代理人。
1932年，据阎锡山日记，段祺瑞使人来访，欲出兵平津攻打张学良，掌权华北以对抗国民政府：“合肥（即段祺瑞）使人来云：北方军人均一致倒张，倒后段可收回东省，北方另成政府以抗南，只俟公一诺。余答曰：未闻内乱愈张而外患能息者。日，大国也，不可测度，请段公勿受其欺。此为四月间事。五月间复专使来云……七月下旬，复由王军长寄语云：外交、内部均已办妥，拟入宋哲元军中，效马厂誓师法，通电抗日驱张，只得公一诺即行发动。余曰：外患已成，国固不幸，然负咎有人，段公此举，恐以救国之心，蒙乱国之责。”
1933年1月，日軍攻占山海關，華北情勢危急，蔣恐段祺瑞為日人利用，乃請交通銀行董事長錢新之作為特使，持其親筆函赴天津，往見段氏，邀請南下；段氏亦恐遭日人劫持，經思考後決定接受，於1月21日凌晨離開天津南下，1月22日抵達南京，蔣親自於下關碼頭迎接:162。1月23日，蔣復陪同段氏往謁中山陵，向孫致意，並「與之暢談辛亥年要求共和通電以前之歷史」，謂：「此老骨格與精神，求之當世不可多得也」，午夜蔣送段氏登車赴上海定居:162。2月段祺瑞移居上海，其宅邸位于法租界霞飞路（今淮海中路）的盛宣怀公馆；日后该公馆先后成为日本國驻沪领事馆、日本国驻沪总领事官邸，旁边为上海图书馆，美国驻上海领事馆在其附近。
对于段祺瑞的悬崖勒马，国民政府财政部每月支付2万元的巨款，用以维持段祺瑞及其家人旧属的生活。1935年，段被任命為国民政府委员，但没有就职。

##### 逝世
1936年11月2日，段氏於上海病逝:162，享年71歲。遺囑：
|  | 年已七十有余，一朝怛化，揆诸生寄死归之理，一切无所萦怀。惟我瞻四方，蹙国万里，民穷财尽，实所痛心！生平不喜多言，往日曲突徒薪之谋，国人或不尽省记，今则本识途之验，为将死之鸣，愿我国人静听而力行焉！则余生虽死犹生，九原瞑目矣。 国虽微弱，必有复兴直道，亦至简单：勿因我见而轻起政争；勿尚空谈而不顾实践；勿兴不急之务而浪用民财；勿信过激言行之说而自摇邦本；讲外交者，勿忘巩固国防；司教育者，勿忘保存国粹；治家者，勿弃固有之礼教；求学者，勿鹜时尚之纷华。此八勿以应万有，所谓自力更生者在此，转弱为强者亦在此矣！ 余生平不事生产，後人宜体我乐道安贫之意，丧葬力崇节简，殓以居士服，毋以荤腥馈祭。 此嘱。 |

11月3日，蔣致電中央，以其「贊成共和與再造之功，殊不可沒」、「實為元勳」，建議國葬，指示軍事委員會及軍政部派員協助治喪；又親撰輓聯。:162
褒恤令：

前臨時執政段祺瑞，持躬廉介，謀國公忠。辛亥倡率各軍贊助共和，功在民國。及袁氏僭號，潔身引退，力維正義，節概凜然。嗣值復辟變作，誓師馬廠，迅遏逆氛，卒能重奠邦基，鞏固政體，殊功碩望，薄海同欽。茲聞在滬溘逝，老成凋謝，惋悼實深，應即予以國葬，並發給治喪費一萬元。生平事蹟，存備宣付史館。用示國家篤念耆勳之至意。此令！

中華民國行政院　　　　

蔣審視此令後，又說：「段氏對於國家確有不沒之功，於己之師生關係尤無任哀悼也。」:162
段氏葬於萬安公墓。

## 歷代內閣

### 1916年段祺瑞第一次内阁
1916年4月23日成立。国务總理段祺瑞，外交總長陸徵祥（后由曹汝霖兼署），內務總長王揖唐，財政總長孫寶琦，陸軍總長段祺瑞兼，海军总长刘冠雄，司法总长章宗祥，教育總長張國淦，農商總長金邦平，交通總長曹汝霖（大半由梁士詒決定），參謀總長王士珍，審計院長莊蘊寬。1916年6月30日改组，1917年5月23日因府院之争结束。
国务总理段祺瑞，外交總長唐紹儀（唐未到前由陳錦濤兼署，9月唐抵达，因督军团通电反对，旋即辞职，伍廷芳接任），內務總長許世英，財政總長陳錦濤，陸軍總長段祺瑞（兼任），海軍總長程璧光，司法總長張耀曾（張耀曾未到前由張國淦兼署），教育總長孫洪伊（次长吳闓生代理，范源濂继任总长，孫洪伊改任內務總長，原內務總長許世英改任交通總長），農商總長張國淦，交通總長汪大燮。

### 1917年段祺瑞第二次内阁
1917年7月17日成立，11月22日因第二次府院之争结束。国务总理段祺瑞、外交總長汪大燮、內務總長湯化龍、財政總長梁啟超、陸軍總長段祺瑞兼、海軍總長劉冠雄、司法總長林長民、教育總長范源濂，農商總長張國淦、交通總長曹汝霖。

### 1918年段祺瑞第三次内阁
1918年3月29日成立，12月13日因新国会（安福国会）成立结束。国务总理段祺瑞、外交總長陸徵祥、內務總長錢能訓、財政總長曹汝霖兼，陸軍總長段芝貴、海軍總長劉冠雄、司法總長朱深、教育總長傅增湘、農商總長田文烈、交通總長曹汝霖、机密院院长曹泾沅。

## 西原借款
西原借款為1917年至1918年间段祺瑞政府和日本签订的一系列公开和秘密借款的总称。 
1917年7月，段祺瑞重任中华民国国务总理后，为推行“武力统一”政策，镇压孙中山倡导的护法运动，以中國權利為抵押品，向日本大量借款。1917-1918年，段祺瑞共向日本借款5亿日元。其中由西原龟三与段祺瑞政府的曹汝霖、陆宗舆、章宗祥商办议定的有吉会铁路、满蒙四铁路、吉林、黑龙江两省的森林和金矿、有线电信、参战、交通银行等八项借款，共计1.45亿日元。
通过这一借款，段祺瑞把中国山东和东北地区的铁路、矿产、森林等权益大量抵押给日本。
西原借款所得款項，日後用於財政性支出占65.22%，軍費占總支出占25.40%。

## 中日协定
1918年5月16日，日本陆军少将斋藤季治郎与段祺瑞政府代表靳云鹏，在北京秘密签订《中日陆军共同防敌军事协定》。19日又签订《中日海军共同防敌军事协定》。
“协定”的主要内容是：中国与日本采取“共同防敌”的行动；日本在战争期间可以进驻中国境内；日军在中国境外作战时，中国应派兵声援；作战期间，两国互相供给军器和军需品。
通过“协定”，日本派出大批军队进入中国东北，此時沙俄於第一次世界大戰東線對上德國處於苦戰狀態，於是日本迅速取代了沙俄在东三省的戰略地位，中国東北面临沦为日本殖民地的局面。

## 六不总理
段祺瑞是当时少有的人品高尚的廉洁官员。他一生做人信条是“不抽、不喝、不嫖、不赌、不贪、不占”，人称“六不总理”。当时，达官贵人多有三妻六妾，段祺瑞的第四位姨太太貌美且知礼，段祺瑞很喜欢。但得知她已经有了意中人之后，段祺瑞便忍痛割爱，成全她和意中人的婚事。段祺瑞让姨太出嫁的事，在当时民国社会传为佳话，此外，段祺瑞一生没有房产，从来不收礼，晚年保持气节，拒绝与日本军部合作。其人格与作风，是中国政治中的一股清流。

## 評價
- 1918年3月，段祺瑞復任總理時，有評論說：「段氏頭腦簡單，目光不遠，固盡人而知之；然此外段氏尚有極大之病，卽止以包圍其左右之二三人爲人物。蓋彼以爲全國之人物止有徐樹錚、吳光新等，此外，彼概無所感觸。自此點言之，謂段氏爲澈頭澈尾之軍人，甚爲妥當；謂澈頭澈尾之非政治家，亦極妥當……或謂其最大之病在好好而不能用，惡惡而不能去，殊不知彼實不知何爲好何爲惡，蓋一單純渾朴之人也。以上所言，指其短處，然尚有長處 —— 卽有肝膽、重言諾、肯負責。此三長處雖不足掩其短，然求諸全中國露頭角之人物，無一可以比肩。」[25]

- 1924年3月，北京大學紀念25周年活動中，大學生進行國內大人物票選，段祺瑞與胡適同居第四名，前三名為孫中山、陳獨秀和蔡元培。

- 段祺瑞因致电要求清帝退位、抵制洪宪帝制和讨伐張勳復辟这三件事，有“三造共和”的美誉。梁启超评价段祺瑞：“其人短处固所不免，然不顾一身利害，为国家勇于负责，举国中恐无人能比。”吴佩孚：“天下无公，正未知几人称帝，几人称王，奠国著奇功，大好河山归再造；时局至此，皆误在今日不和，明日不战，忧民成痼疾，中流砥柱失元勋。”[26]

- 1924年，冯玉祥发动北京政变，段祺瑞被推为中華民國临时执政。1926年，中國國民黨與中國共產黨聯合發動學生抗議，北京軍警鎮壓请愿学生，造成“三·一八惨案”，旋被冯玉祥赶下台。“三一八”惨案发生后，有说法认为段祺瑞随即赶到现场，向死者长跪不起，并决定终身食素，至死都没有违背这一决定。根據當時新聞檔案，段祺瑞根本没有去“三一八”惨案现场，也没有出现在“悼念三一八惨案死难同胞大会”[27]，並且段政府称示威学生为“暴徒”[28]。有回忆者称段祺瑞在三一八之后在家中也吃荤，在其他场合吃素只是与信佛有关[29]。

## 著作
段祺瑞晚年喜好吟詠，有《正道居詩》、《正道居詩續集》、《正道居感世集》、《正道居感世續集》等，後合編為《正道居集》，計有文八篇，詩三十五題五十四篇。
香港學者陳煒舜積數年之力，在《正道居集》的基礎上補輯逸作，包括文（聯、頌）三十二篇、詩十題十篇，集合近三十位青年學人撰寫解題、註釋，附以〈剪影集錦〉與〈公文電報選輯〉，編成《段祺瑞正道居詩文註解》（臺北：萬卷樓，2020年3月）。

## 影視作品
- 趙本山：2011年中國大陸電影：《建黨偉業》
- 戴志偉：2009年香港無綫電視：《蔡鍔與小鳳仙》
- 马仑：2003年中國大陸電視劇：《走向共和》
- 郑榕：1986年中國大陸電影：《直奉大战》

### 引用
1. ↑  . www.skctk.cn.   [2025-04-02]. （原始内容存档于2025-04-12）.
2. 1 2 3 4 5 6 7 8 9 10 11 12  胡曉. . 合肥: 安徽大學出版社. 2006.
3. 1 2 3 4 5  胡漢輝; 廈門市檔案局. . 廈門大學出版社. 2012年.
4. ↑  万鲁建. . 天津日报. 2023-04-18  [2024-09-21]. （原始内容存档于2025-02-15）.
5. ↑  李新總主編，中國社會科學院近代史研究所中華民國史研究室，韓信夫、姜克夫主編 (编). . 北京: 中華書局. 2011. ISBN 9787101079982.
6. ↑   (PDF). 政府公报. 1914-07-01, (773號)  [2023-03-20]. （原始内容存档 (PDF)于2022-10-17）.
7. ↑   (PDF). 政府公報. 1915-08-30, (1190號)  [2023-04-08]. （原始内容存档 (PDF)于2023-04-16）.
8. ↑   (PDF). 政府公報. 1916-03-24, (78號)  [2023-04-24]. （原始内容存档 (PDF)于2023-05-14）.
9. ↑   (PDF). 政府公報. 1916-04-23, (108號).
10. ↑  . 時事新報 (上海). 1916-06-28. 黎段間之感情，本極落落，七日就職以來，彼此相見不過四次，無怪隔閡之深。二十一日段氏旣提出辭職書，遣人向黃陂致意，辭氣甚爲决絕，翌日黃坡堅邀段氏入府午飯，有徐菊人、湯濟武在座，黃陂竭力周旋，段氏之意已回，遂允月內暫不言去，退後復經徐等再三慰解，段乃提出『軍國大事旣由國務院負責，元首應端拱受成』一語，以爲承諾留職之附帶條件
11. ↑  . 新聞報 (上海). 1916-08-30.
12. ↑   (PDF). 政府公報. 1917-05-24, (491號)  [2023-08-09]. （原始内容存档 (PDF)于2023-08-11）.
13. ↑   (PDF). 政府公報. 1917-11-23, (666號)  [2024-01-24]. （原始内容存档 (PDF)于2024-01-30）.
14. ↑   (PDF). 政府公報. 1917-12-19, (692號).
15. ↑  . 北京日報 (北京). 1918-03-22. 咸以聲望素著，中外信仰者，非公莫屬……伏維我公再造共和，功在民國……際此一髮千鈞，寧忍坐視不救？錕等已互相約定，我公如允任揆席，則同人等誓當一致，共扶危局……論情論事，皆當俯就，伏乞准如所請，惠然出山
16. ↑   (PDF). 政府公報. 1918-03-24, (778號).
17. ↑  命令. 政府公報. 1918-10-12,（973唬）
18. ↑  丁中江《北洋军阀史话》
19. 1 2  王爾敏校訂. 現代教育研究社編輯委員會 , 编. . 香港: 現代教育研究社. 1993. ISBN 962-11-2588-X.
20. 1 2 3 4 5 6  呂芳上策劃，王奇生、汪朝光、邵銘煌、林桶法、金以林、黃道炫、楊維真、劉維開、羅敏著. . 台北市: 時報文化. 2011-03-18.
21. 1 2 3  .   [2022-06-12]. （原始内容存档于2022-06-12）.
22. ↑  陳煒舜. . 台北: 萬卷樓. 2020年.
23. ↑  . 國史館.   [2022-01-04]. （原始内容存档于2021-10-21）.
24. ↑  . 中国新闻网. 2011-10-08  [2024-06-17]. （原始内容存档于2024-06-17） （中文）.
25. ↑  . 時事新報 (上海). 1918-04-02.
26. ↑  . 凤凰网.   [2012年]. （原始内容存档于2020-06-05） （中文（中国大陆））.
27. ↑  段祺瑞因枪杀学生而终身吃素忏悔? 的存檔，存档日期2015-04-02.
28. ↑  林本源. . 1926.
29. ↑  王楚卿. . 《文史资料选辑》第四十一辑.
30. ↑  . 灼見名家.   [2020年] （中文（臺灣））.